# Немешкюрти, Иштван
И́штван Не́мешкюрти (венг. Nemeskürty István; 14 мая 1925, Будапешт, Венгрия — 8 октября 2015, там же) — венгерский киновед, литературовед, литературный и кинокритик, сценарист и продюсер. Доктор филологических наук (1966).

## Биография
В 1950 году окончил Будапештский университет. Выступал в печати с 1947 года. Работал учителем, редактором. В 1959—1963 годах заведовал литературной частью киностудии «Будапешт», был её директором. В 1963—1972 годах — руководитель творческого объединения «Хунния», а с 1972 года — творческого объединения «Будапешт». С 1961 года преподавал в Высшей школе театра и кино.
Член жюри 29-го Венецианского международного кинофестиваля, X и XIV Московских международных кинофестивалей.

## Избранная фильмография

### Сценарист
- 1969 — Звёзды Эгера / Egri csillagok
- 1970 — Четырнадцатый мученик / Tizennégy vértanú (ТВ)
- 1983 — Как распадается сноп / Mint oldott kéve (сериал)
- 1983 — Остров мира / A béke szigete (ТВ)
- 1996 — Покорение / Honfoglalás
- 2001 — Священная корона / Sacra Corona

### Продюсер
- 1967 — Крестины / Keresztelö
- 1972 — Мёртвый край / Holt vidék
- 1973 — Петёфи 73 / Petöfi '73
- 1973 — Розарий на шести хольдах / Hatholdas rózsakert
- 1976 — Время взрослеть / Ballagó idö
- 1976 — Лабиринт / Labirintus
- 1978 — Американская сигарета / Amerikai cigaretta
- 1978 — Таблица умножения / Egyszeregy
- 1981 — Черепки / Cserepek
- 1983 — Силы небесные / Mennyei seregek

## Сочинения
- A mozgóképtől a filmművészetig. — Bdpst, 1961.  (венг.)
- A meseautó utasai. — Bdpst, 1965.  (венг.)
- A filmművészet nagykorúsága. — Bdpst, 1966.  (венг.)
- Magyar film. 1939—1944. — Bdpst, 1980.  (венг.)
- История венгерского кино (1896–1966): Сокр. пер. с венг. / Вступ. ст. А. Гершковича. — М.: «Искусство», 1969. — 254 с.
- Краткая история венгерского кино. — Будапешт, 1980.
- и многие другие произведения[1].

## Награды
- 1971 — Премия имени Белы Балажа
- 1979 — Премия Аттилы Йожефа[венг.]
- 1992 — Премия Сеченьи
- 1994 — Премия Стефанус[венг.]
- 2003 — Prima Primissima Award[венг.]
- 2011 — Премия имени Кошута